# Eugen Hrich
Eugen Fritz Hrich (* 17. Juli 1891 in Berlin; † 10. Juni 1971 ebenda) war ein deutscher Tontechniker und Kameramann.

## Leben und Wirken
Der Sohn des Schneidermeisters Josef Hrich und seiner Frau Anna, geb. Meyer, hatte das Gymnasium abgeschlossen und stieß 1912 zur Filmbranche. Gemeinsam mit dem Komponisten und Schriftsteller Artur Vieregg gründete er am 1. Februar 1920 die Aktuell-Film Vieregg & Co. OHG. Seit 1920 ist er als Chefkameramann nachzuweisen, beginnend mit dem Ellen-Richter-Abenteuerfilm Brigantenliebe, wo Hrich als Juniorpartner dem erfahreneren dänischen Kollegen Frederik Fuglsang untergeordnet war. Im September 1921 gründete er mit dem Kaufmann Friedrich Voltolini die Fortuna-Film GmbH, stieg aber nach einem Monat aus der Firma aus, die daraufhin in die Avanti Film GmbH umgewandelt wurde.
Bis gegen Ende der Stummfilmzeit fotografierte Hrich in den 1920er Jahren eine Reihe von filmhistorisch nicht sonderlich bedeutsamen Unterhaltungsproduktionen, darunter auch mehrere Sport- und Kulturfilme im Auftrage der UFA wie beispielsweise Wege zu Kraft und Schönheit.
Mit Anbruch der Tonfilmzeit wechselte Hrich, der sich als Kameramann nicht wirklich durchsetzen konnte, zum Ton. Als Cheftontechniker betreute er eine Fülle von Unterhaltungsfilmen, darunter einige Sensationsgeschichten von und mit Harry Piel, ab 1933 aber auch braune NS-Propaganda vom Schlage Hans Westmar und Stoßtrupp 1917. Hrich blieb bis kurz vor Ende des Zweiten Weltkriegs aktiv.
Eugen Hrich war ab 1925 der Adoptivvater des Kameramanns Walter Hrich, einem vorehelichen Sohn seiner Frau Valerie „Vally“ Valenzi.

## Filmografie
als Kameramann
- 1920: Brigantenliebe
- 1921: Die Tochter Ahasvers
- 1921: Das Kind der Straße
- 1923: Dämon Zirkus
- 1923: Kinder von heute
- 1923/25: Der Schrecken der Westküste
- 1924: Die Riesenhöhlen des Dachsteins (Dokumentarfilm)
- 1924: Mensch und Tier im Urwald (Dokumentarfilm)
- 1925: Wege zu Kraft und Schönheit (Kulturfilm)
- 1925: Die Stadt der Millionen (Dokumentarfilm)
- 1926: Auf den Spuren der Azteken (Dokumentarfilm)
- 1928: Schuldig

als Tonmeister (Auswahl)
- 1930: Tingel-Tangel
- 1930: Tausend Worte Deutsch
- 1930: Seitensprünge
- 1931: Kinder vor Gericht
- 1931: Kadetten
- 1931: Trara um Liebe
- 1931: Der Draufgänger
- 1931: Chauffeur Antoinette
- 1932: Der Frauendiplomat
- 1932: Kaiserwalzer
- 1932: Strafsache van Geldern
- 1932: Die Tänzerin von Sanssouci
- 1932: Die unsichtbare Front
- 1933: Die Blume von Hawaii
- 1933: Sprung in den Abgrund
- 1933: Morgen beginnt das Leben
- 1933: Hans Westmar
- 1933: Zwei im Sonnenschein
- 1934: Die Welt ohne Maske
- 1934. Stoßtrupp 1917
- 1934: Der Herr der Welt
- 1935: Eine Nacht an der Donau
- 1935: Lady Windermeres Fächer
- 1935: Der Kurier des Zaren
- 1936: Nachtwache im Paradies
- 1936: Schabernack
- 1937: Revolutionshochzeit
- 1937: Meiseken
- 1937: Wie einst im Mai
- 1938: Rote Orchideen
- 1938: Menschen, Tiere, Sensationen
- 1939: Parkstraße 13
- 1939: Die barmherzige Lüge
- 1939: Der Weg zu Isabell
- 1940: Stern von Rio
- 1940: Die lustigen Vagabunden
- 1940: Herzensfreud - Herzensleid
- 1940: Der dunkle Punkt
- 1941: Clarissa
- 1941: Sechs Tage Heimaturlaub
- 1942: Mit den Augen einer Frau
- 1942: Meine Freundin Josefine
- 1943: Fritze Bollmann wollte angeln
- 1943/44: Eine kleine Sommermelodie (UA: 1982)
- 1944: Ich hab’ von dir geträumt